# August Fredrik Skjöldebrand
August Fredrik Skjöldebrand, född 18 augusti 1812 i Stockholm, död där 24 maj 1889 i Stockholm, var en svensk greve, hovman och militär.

## Biografi
August Fredrik Skjöldebrand föddes 1812 i Stockholm. Han var son till Anders Fredrik Skjöldebrand och Charlotta Ennes. Skjöldebrand blev 5 november 1826 kadett vid Krigsakademien på Karlberg och utexaminerades 28 februari 1834. Han blev 15 mars 1834 kornett vid Livgardet till häst, 19 juli 1839 löjtnant, 12 april 1846 ryttmästare, 2 juni 1848 regementskvartermästare, 21 november 1848 skvadronschef och 3 mars 1857 major. Skjöldebrand utnämndes 28 april 1858 till riddare av Svärdsorden och blev 21 december 1859 ståthållare på Stockholms slott. Han blev 21 april 1864 överstelöjtnant i armén och tog avked från regementet 19 april 1864. Skjöldebrand utnämndes 28 juli 1869 till kommendör av Dannebrogorden av andra graden, 28 januari 1870 till kommendör av Vasaorden, 31 mars 1873 KAnhAlbrBJO av första klassen, 25 oktober 1879 till Sankt Stanislausorden, första klassen och 1 december 1882 till storkors av Zähringer Löwenorden. Han tog avsked ur krigstjänsten 12 november 1886 och utnämndes i november 1886 till StkPKrO. Skjöldebrand avled 1889 på Stockholms slott.

### Familj
Skjöldebrand gifte sig 12 oktober 1858 på Björnö med grevinnan Hildegard Ingeborg Posse (1828–1914), dotter till majoren greve Carl Otto Posse och Sofia Vilhelmina Berg von Linde.